# 歐斐爾拉斯
歐斐爾拉斯 （ ?—前322年），出身馬其頓培拉，是西勒諾斯之子。先後是亞歷山大大帝和埃及托勒密的將軍，後來成為昔蘭尼的統治者。 
歐斐爾拉斯早年跟隨亞歷山大大帝東征，並被認為是亞歷山大親近的夥友，然而他的名字只在前327年遠征至印度時才出現在史料上，當時歐斐爾拉斯擔任三排槳戰船艦長（trierarch）。亞歷山大逝世後，歐斐爾拉斯跟隨托勒密的陣營，並在前322年奉命帶領一支大軍，趁著昔蘭尼人陷入內戰時入侵昔蘭尼加，歐斐爾拉斯徹底擊敗敵軍將領提謨布戎，迫使昔蘭尼人臣服於他，於是托勒密勢力伸進昔蘭尼加，而歐斐爾拉斯之後留下管理當地。
隨後不久，在前313年昔蘭尼公民發動暴動反抗托勒密，托勒密急忙從埃及派遣大軍前去鎮壓，在這次事件相關史料並沒有說明歐斐爾拉斯的描述，但他可能繼續擔任督撫。對於歐斐爾拉斯在昔蘭尼的統治情況相當模糊，在這次叛亂事件後歐斐爾拉斯的權限可能擴大，亦有可能他趁著托勒密與其他繼業者不斷交戰，而無暇西顧之時獨立，總之，在之後歐斐爾拉斯幾乎可以算是獨立的政權。前308年，敘拉古的僭主阿加托克利斯正在與迦太基共和國交戰，阿加托克利斯以優厚的條件誘使歐斐爾拉斯與他同盟，並說如果戰事成功將給歐斐爾拉斯迦太基在非洲的所有領土，歐斐爾拉斯再三考慮後答應參戰。這項阿加托克利斯和歐斐爾拉斯的同盟已經可以認定歐斐爾拉斯已經獨立於托勒密之外了，畢竟這項盟約對象是歐斐爾拉斯本人，加上從托勒密而言，與阿加托克利斯同盟沒有什麼利益，更別提托勒密主要敵手是安提柯，不太可能會節外生枝。
歐斐爾拉斯為了達成自己的野心，他從雅典和希臘本土各地招募傭兵，親自率領大軍從昔蘭尼走陸路入侵迦太基，這支隊伍除了傭兵外，還帶著許多家屬，因為希臘本土目前陷入戰亂，許多人為了謀求希望和財富便跟著歐斐爾拉斯前去征服迦太基，這使得這支隊伍像是要去殖民一樣。歐斐爾拉斯經過兩個多月的艱困跋涉，終於與阿加托克利斯會合，兩軍之後紮營於附近，然而阿加托克利斯趁著歐斐爾拉斯不注意，偷襲他的大營，歐斐爾拉斯在戰亂中被殺，而剩餘的傭兵部隊別無選擇，只好投降阿加托克利斯。阿加托克利斯之後與迦太基談和後，率領自己的部隊回西西里，而歐斐爾拉斯的傭兵們被留下，遭到迦太基人所殺。
查士丁稱呼歐斐爾拉斯為昔蘭尼國王，但似乎歐斐爾拉斯並沒有真正使用國王頭銜。歐斐爾拉斯的妻子是歐律狄刻，在歐斐爾拉斯死後歐律狄刻變改嫁給德米特里。

## 來源
- 威廉·史密斯，《希腊羅馬的神話和傳記辭典》
- Ophellas （页面存档备份，存于）
- El periplo norteafricano de Ofelas